# William Rankine Milligan, Lord Milligan
William Rankine Milligan, Lord Milligan PC KC (* 12. Dezember 1898; † 28. Juli 1975) war ein britischer Jurist und Politiker der Unionist Party, der zwischen 1955 und 1960 Mitglied des House of Commons sowie von 1960 bis 1973 Richter am Obersten Zivilgericht von Schottland war, dem Court of Session.

## Leben
Milligan leistete nach dem Besuch der Sherborne School während des Ersten Weltkrieges von 1917 bis 1919 Militärdienst in der Highland Light Infantry. Danach begann er ein Studium der Rechtswissenschaften am University College der University of Oxford und war während dieser Zeit 1923 Präsident des dortigen Sportvereins Vincent’s Club. Später setzte er sein Studium an der University of Glasgow fort und nahm nach der anwaltlichen Zulassung 1925 eine Tätigkeit als Rechtsanwalt auf. Für seine anwaltlichen Verdienste wurde er 1945 zum Kronanwalt (King’s Counsel) ernannt.
In der dritten Regierung von Premierminister Winston Churchill übernahm Milligan am 2. November 1951 die Funktion als Solicitor General für Schottland und damit als Hauptrechtsberater der Krone und der Regierung in Schottland-Angelegenheiten. Am 30. Dezember 1954 folgte er James Latham Clyde als Lord Advocate, während William Granz sein eigener Nachfolger als Solicitor General für Schottland wurde. Als Lord Advocate war er nicht nur oberster Rechtsberater der Krone und der Regierung in Schottland-Angelegenheiten, sondern als Generalstaatsanwalt Schottlands auch einer der Great Officers of State. Auf diesem Posten verblieb er auch im Kabinett Eden sowie in den Kabinetten Macmillan I und II bis zu seiner Ablösung am 5. April 1960 durch William Grant. 1955 wurde er ins Privy Council berufen.
Am 27. Januar 1955 wurde er als Kandidat der Scottish Unionist Party erstmals zum Mitglied des House of Commons gewählt und vertrat in diesem bis zum 30. April 1960 den Wahlkreis Edinburgh North. 
Nach seinem Ausscheiden aus Unterhaus und Regierungsamt wurde er am 3. Mai 1960 Richter am Obersten Zivilgericht Schottlands (Court of Session) und gehörte diesem bis 1973 an. Aufgrund dieser Funktion führte er den Titel Lord Milligan.